# Mininova
Mininova — известный торрент-поисковик, один из крупнейших в мире.

## История
В декабре 2004 после закрытия популярного торрент-сайта Supernova пятеро голландцев — Эрик, Джос, Мэтью, Ник и Роб — решили создать новый сайт. 15 января 2005 появилась Mininova. Размещенная на обычном DSL-канале, она недолго выдерживала растущую популярность. Сначала проект приютил Anakata с трекера The Pirate Bay, потом сайт разместился на хостинге isoHunt. Позднее Mininova перешла на свой сервер, с ростом числа пользователей начало расти и число серверов проекта. К середине 2007 сайт вошел в число 100 самых популярных интернет-ресурсов, имея на своем счету 2 млн посетителей в сутки.
Mininova продолжала набирать обороты — в январе 2008 сайт ежедневно обслуживал 3 миллиона человек, отдавая им на загрузку 10 миллионов торрент-файлов. В феврале появилось потоковое вещание музыки по BitTorrent, и к концу месяца Mininova рапортовала о 4 миллиардах скачанных торрент-файлов за время существования проекта. В марте началось тестирование видео-вещания.
В апреле 2008 отключение сайта из-за технических проблем вызвало взрывной рост посещаемости конкурентов, но не надолго. Решив технические проблемы, уже через месяц Mininova столкнулась с юридическими — антипиратская организация BREIN потребовала фильтрации результатов BitTorrent-поиска на сайте. К концу мая на счетчике было 5 миллиардов скачанных торрент-файлов.
Теперь торрент-портал удалил все торрент-файлы, нарушающие чьи-либо авторские права. Это произошло после того, как Mininova проиграла судебный процесс против голландской антипиратской организации BREIN.
4 апреля 2017 года Mininova.org был закрыт.